# Жорже Еліас дос Сантос
Жорже Еліас дос Сантос (порт. Jorge Elias dos Santos) — бразильський футболіст, нападник.

## Біографія
Виступав в бразильських командах «Можі-Мірін», «Ікаса» та «Арапонгас».
З лютого 2015 року захищав кольори «Капфенберга» в другому дивізіоні чемпіонату Австрії (44 матчі, 21 гол). У першій половині сезону забив 10 м'ячів і віддав дві результативні передачі в 20 офіційних іграх, увійшовши в «п'ятірку» найкращих бомбардирів другого австрійського дивізіону.
11 лютого 2017 року перейшов на правах оренди до одеського «Чорноморця», яка розрахована на один рік. Крім того, в орендну угоду бразильця прописана опція першочергове право викупу контракту гравця. 26 лютого 2017 року дебютував у складі одеського "Чорноморця" у матчі проти львівських "Карпат", але забитим голом не відзначився. Дебютний гол забив 9 квітня в матчі проти "Шахтаря"

## Титули і досягнення
- Володар Кубка Литви (1):

«Паневежис»: 2020
- Володар Суперкубка Литви (1):

«Паневежис»: 2021